# Sérénade pour violon, alto, violoncelle et deux clarinettes

La Sérénade pour violon, alto, violoncelle et deux clarinettes H. 334 est une composition de musique de chambre de Bohuslav Martinů. Elle est composée en 1951.

## Structure
1. Moderato poco allegro
2. Andante
3. Scherzo : poco allegro
4. Finale : adagio - allegro